# Постников, Алексей Георгиевич
Алексей Георгиевич Постников (12 июня 1921, Москва, РСФСР — 22 марта 1995, там же, Россия) — российский математик, автор формулы Постникова.
Правнук Егора Васильевича Амфитеатрова. Сын служащего ВСНХ, репрессированного в 1938 году.
В 1939 г. поступил в МГУ, но из-за войны окончил его только в 1946 г. Оставлен в аспирантуре НИИ математики МГУ, в 1949 г. защитил кандидатскую диссертацию.
С 1950 г. работал в Математическом институте им. Стеклова в отделе теории чисел, последняя должность — старший научный сотрудник.
В 1955 году опубликовал свою знаменитую формулу, получившую название «формула Постникова». На её основе подготовил докторскую диссертацию, которую защитил в 1956 г., тема — «Исследования по методу тригонометрических сумм».
В последующем наряду с теорией чисел занимался исследованием в областях теории вероятности и теоремы Таубера.
Автор книг:
- Избранные труды / А. Г. Постников; под ред. В. Н. Чубарикова. — Москва : Физматлит, 2005. — 512 с., [1] л. портр. : ил.; 24 см; ISBN 5-9221-0627-9 : 400
- Культура занятий математикой [Текст] : (Из записок ученого) / А. Г. Постников, д-р физ.-мат. наук. — Москва : Знание, 1975. — 64 с.; 20 см. — (Новое в жизни, науке, технике. Серия «Математика, кибернетика»; 7).

(Новое в жизни, науке, технике. Серия «Математика, кибернетика»; 7)
- Введение в аналитическую теорию чисел [Текст]. — Москва : Наука, 1971. — 416 с.; 21 см.
- Тауберова теория и её применение [Текст]. — Москва : Наука, 1979. — 147 с. : ил.; 26 см. — (Труды Математического института им. В. А. Стеклова / АН СССР; 144).
- Эргодические вопросы теории сравнений и теории диофантных приближений [Текст]. — Москва : Наука, 1966. — 112 с. : черт.; 26 см. — (Труды Математического института им. В. А. Стеклова/ Акад. наук СССР; Т. 82).
- Вероятностная теория чисел [Текст] / А. Г. Постников, д-р физ.-мат. наук. — Москва : Знание, 1974. — 63 с.; 20 см.

Умер в Москве 22 марта 1995 года.